# Éditique
 (octobre 2014).
Si vous disposez d'ouvrages ou d'articles de référence ou si vous connaissez des sites web de qualité traitant du thème abordé ici, merci de compléter l'article en donnant les références utiles à sa vérifiabilité et en les liant à la section « Notes et références ».
 (octobre 2009).
L'éditique est un néologisme qui désigne l'ensemble des outils, services et moyens informatiques appliqués à l'édition de documents. En pratique, le terme est utilisé surtout concernant la production en masse de documents d'entreprise ou d'administrations ayant une structure documentaire généralement fixe (publipostage, contrats, factures, relevés de compte...) et des parties variables en fonction du destinataire (adresses, chiffres, messages publicitaires...).

## Contexte
Au sein d'un système d'information, l'éditique constitue l'ensemble du personnel, des processus, des flux et des outils informatiques concernés par la conception, la production et la distribution de documents.

## Secteur d'activité
- Acteurs institutionnels
- Assurance
- Banque
- Commerce
- Energie
- Industrie
- Marketing
- Télécommunication

### Historique
Les premiers systèmes éditiques utilisaient des préimprimés sur papier pour toutes les zones fixes.  Les données variables étaient surajoutées par les imprimantes qui fonctionnaient souvent en mode ligne à ligne, avec un nombre de lignes et de colonnes fixes dans la page.
Les préimprimés ont été souvent remplacés par des fonds de page électroniques, imprimés en même temps que les données variables.
Les logiciels plus récents sont capables de composition dynamique : ils adaptent les parties fixes aux parties variables. Par exemple un tableau de facture s'étendra vers le bas en fonction du nombre de lignes de facturation, variable selon le destinataire, et au besoin passera sur une page de suite si le nombre de lignes est élevé. Ces logiciels permettent aussi à volonté de changer de police typographique, d'utiliser des attributs (corps, graisse, inclinaison des caractères), d'insérer des images (logos, signatures, graphiques dynamiques...), de contrôler le contenu de manière programmatique (ex : paragraphes conditionnels), de gérer les spécificités de présentation (veuves et orphelines, blocs insécables, ...).
Au départ orientée traitement de masse, l'éditique évolue vers des applications temps réel, permettant l'édition unitaire de document (contrat, simulation), remis en agence clientèle, envoyé par télécopie ou par courrier électronique. Les chaînes modernes peuvent également se retrouver impliquées sur des chaînes d'approvisionnement (édition d'étiquettes de codes à barre).
Selon MARKESS International, le marché de l'éditique est largement dynamisé par les nouveaux besoins des entreprises. Si l’objectif de l’éditique reste la production et la diffusion de documents à destination des différents partenaires des organisations, ces dernières doivent cependant faire face à de nouveaux enjeux. Traçabilité des documents produits, accès plus aisé aux documents, meilleure collaboration autour du document et partage des informations en interne, dématérialisation accrue des échanges et automatisation des processus documentaires sont des éléments majeurs avec lesquelles doivent composer les organisations. À cela, les entreprises les plus matures ajoutent également la diffusion multicanale, les contraintes juridiques et le développement durable.

## La chaîne éditique
La chaîne éditique va de l'extraction et/ou la réception de données métier issues des applicatifs, jusqu'à la distribution de documents, en passant par un ou plusieurs des processus suivants :
- Composition dynamique de documents (valorisation de modèles de document par une fusion avec les données extraites, de ressources graphiques et documentaires, et par l'application de règles d'assemblage, avec ou sans intervention utilisateur durant le processus).
- Extraction de documents stockés sur serveur, en GED ou au sein de système d'archivage.
- Post-composition (tri, éclatement, fusion, enrichissement de flux documentaire, transformation de format, re-pagination, etc.)
- Distribution de documents :
  - sur support numérique (injection dans une GED, dans un système d'archivage, envoi par courrier électronique, télécopie, etc.)
  - en impression bureautique
  - vers un atelier d'impression et mise sous pli
- Gestion des retours des NPAI (n'habite pas à l'adresse indiquée), aujourd'hui PND (pli non distribuable). NPAI est un motif du PND.

### Outils
La mise en place d'une chaîne éditique au sein d'un système d'information s'appuie sur les différents outils suivants :
- Le moteur de composition est la brique centrale d'une chaîne éditique, c'est l'outil logiciel qui assure la composition des documents.
- Le moteur de post-composition est destiné à retravailler les flux documentaires produits en sortie du moteur de composition, ou issus de systèmes externes, afin d'effectuer des tâches de tri, regroupement, éclatement, repagination, insertion, etc. En cas de production papier, les fonctions essentielles assurées sont : le tri selon les contraintes postales, le regroupement des plis ayant des caractéristiques physiques similaires en vue de la mise sous pli et le lotissement en spools de taille adaptée à l'atelier de production éditique.
- Un spouleur/ordonnanceur permet d'aiguiller les flux, aussi bien en entrée, en sortie, que durant les étapes de la chaîne.
- Un workflow d'orchestration (BPM) permet d'assurer l'orchestration des différents services fournis par la chaîne éditique afin de décrire les différents processus de production documentaire de l'entreprise.
- Un environnement de conception éditique destiné à réaliser les modèles qui seront traités par le moteur de composition.
- Un centre d'impression et de mise-sous-pli automatisée permet d'assurer la production automatisée des documents physiques, et des courriers sortants de l'entreprise.

## Bonnes pratiques
Gestion amont et composition des documents.
La gestion des données en amont de l’éditique reste la plupart du temps du ressort des DSI des remettants, avec un risque de déphasage entre besoins d’évolution des communications courrier et des délais d’évolution des Systèmes d’Information (S.I.), par exemple pour le TransPromo qui nécessite un CRM généralement plus agile que le CRM existant.
L’éditique a été longtemps considérée comme une étape de traitement des applications métier. Les services marketing, qui ont conscience que le courrier reste un excellent moyen de communication, demandent souvent de la flexibilité à leur S.I. pour être plus réactif.
En matière de format de document, des convergences (autour de la norme AFP  pour les flux de courrier industriel, par exemple) devraient faciliter à l’avenir l’interopérabilité entre les systèmes des remettants et ceux des prestataires Editique.
Cela présuppose que le plus souvent la composition reste de la responsabilité du S.I. qui garde ainsi la maîtrise des données et doit veiller à ne pas limiter les possibilités d’offre de service de composition du prestataire. À noter également que si les maquettes de courrier prévoient une réserve d’espace à destination du message TransPromo, cela implique que le prestataire Editique prenne en charge la composition du message et son insertion dans le flux de composition.
Ainsi, sur l’étape de composition des documents, une des évolutions les plus attendues est liée au développement du TransPromo. Or son efficacité présuppose la maturité des systèmes CRM de gestion de la relation client et des diverses bases de connaissance des clients permettant une personnalisation pertinente des messages insérés dans les documents de gestion, ce qui n’est pas encore acquis à ce jour pour la plupart des entreprises.
En matière d’organisation et de pilotage de la communication du courrier de gestion, on constate un fort conservatisme : le TransPromo implique des décisions importantes d’investissement en S.I., en évolution des processus métier voir en organisation des entreprises. Ces décisions  nécessitent notamment un consensus fort et simultané entre le marketing et la production éditique (et les S.I.).
L’émergence d’outils de conception décentralisée de messages marketing (coordonnant l’émetteur central, les établissements et les sites des prestataires par exemple) devrait permettre dans les prochaines années de concilier la complexité informatique et la réactivité marketing nécessaires au TransPromo.

## Standards

### Standards d'entrée
Une chaîne éditique est alimentée par tout type de source de données informatique, mais il est préférable, afin de limiter le couplage vis-à-vis des applications clientes, et afin d'optimiser les performances dans le cadre d'une production de masse, de considérer qu'elle traitera des flux de données. Ces flux peuvent être :
- des flux tagués de type XML
- des flux plats, de format fixe ou de type CSV

Il est également possible de reprendre des documents existants (format PDF, VPF, Postcript, AFP...)

### Principaux standards de documents électroniques
- Formats documentaires électroniques
  - ODF
  - PDF : format ouvert créé par Adobe Systems
  - AFP : format ouvert créé par IBM en 1986 mais passé sous l'égide de AFP Color Consortium devenu AFP Consortium depuis 2006
  - RTF
  - VPF (Virtual Page Format) : format de description de page indexé
  - GML : Format permettant la structuration des documents. (utilisé par IBM pour 90 % de sa documentation.)
  - XML : Format permettant l'échange de données structurées. Les fichiers XML s'accompagnent lorsqu’il s'agit de documents électroniques d'un fichier XSL contenant les instructions de présentation des données.
- Formats d'impression
  - IPDS : IPDS est un protocole d'impression d'IBM associé aux fichiers au format AFP. Ce protocole à la particularité d'être bi-directionnel (serveur⇔ imprimante) et permet l'impression des flots AFP de manière sécurisée (gestion des incidents imprimantes, reprise de l'impression automatiquement par exemple). Les commandes contenues dans le format AFP sont encapsulées pour être envoyés via le réseau TCP/IP vers l'imprimante.
  - IJPDS : (Ink Jet Print Data Stream) Format créé par SCITEX pour permettre le pilotage de plusieurs têtes d'impression (imprimantes à jet d'encre).
  - Metacode : Format propriétaire Xerox. Ce standard très utilisé par le passé pour l'impression de masse est désormais obsolète.
  - VIPP : Séries de macros permettant de manipuler le langage PostScript et abusivement appelé Langage. Le VIPP a été développé par Xerox. Ce format permet de gros gains en tailles de fichiers par la mutualisation des images et des fonds de page qui sont stockés sur le contrôleur de l'imprimante. Ainsi, seules les données variables propres à chaque page sont envoyées à l'imprimante à l'instar du couple AFP/IPDS. Ce langage est spécifique aux imprimantes Xerox.
  - PCL : Norme créée par Hewlett-Packard
  - PostScript : langage de description de page, développé par Adobe Systems

## Quelques évènements
En France
- Graphitec
- Documation

A l'international
- Drupa (Allemagne)